# Kızılcaören, Reşadiye
Kızılcaören là một thị trấn thuộc huyện Reşadiye, tỉnh Tokat, Thổ Nhĩ Kỳ. Dân số thời điểm năm 2011 là 1.212 người.